# Porta Organa
Porta Organa è un accesso situato lungo le mura comunali di Verona, nel quartiere di Veronetta.
Le mura, da questo lato della città, vennero erette verso la metà del secolo XII dal comune di Verona, e si estendevano dal canale dell'Acqua Morta fino alle colline delle Torricelle, a protezione delle chiese di San Giovanni in Valle e San Zeno in Monte, e del monastero benedettino di Santa Maria in Organo, da cui prende il nome la porta. 
È costituita da un unico fornice, con un arco a tutto sesto in cotto e tufo.
In origine doveva essere chiamata Porta Organa Nuova, per distinguerla da un'omonima porta, oggi non più esistente, ma di cui si trova traccia nell'iconografia rateriana.
La porta permetteva l'uscita sul lato sinistro dell'Adige in direzione sud e sud-est, verso il Campo Marzo. Nel XIV secolo la sua importanza venne a diminuire dopo la costruzione delle mura scaligere, e la porta rimase così inglobata nel tessuto urbano.

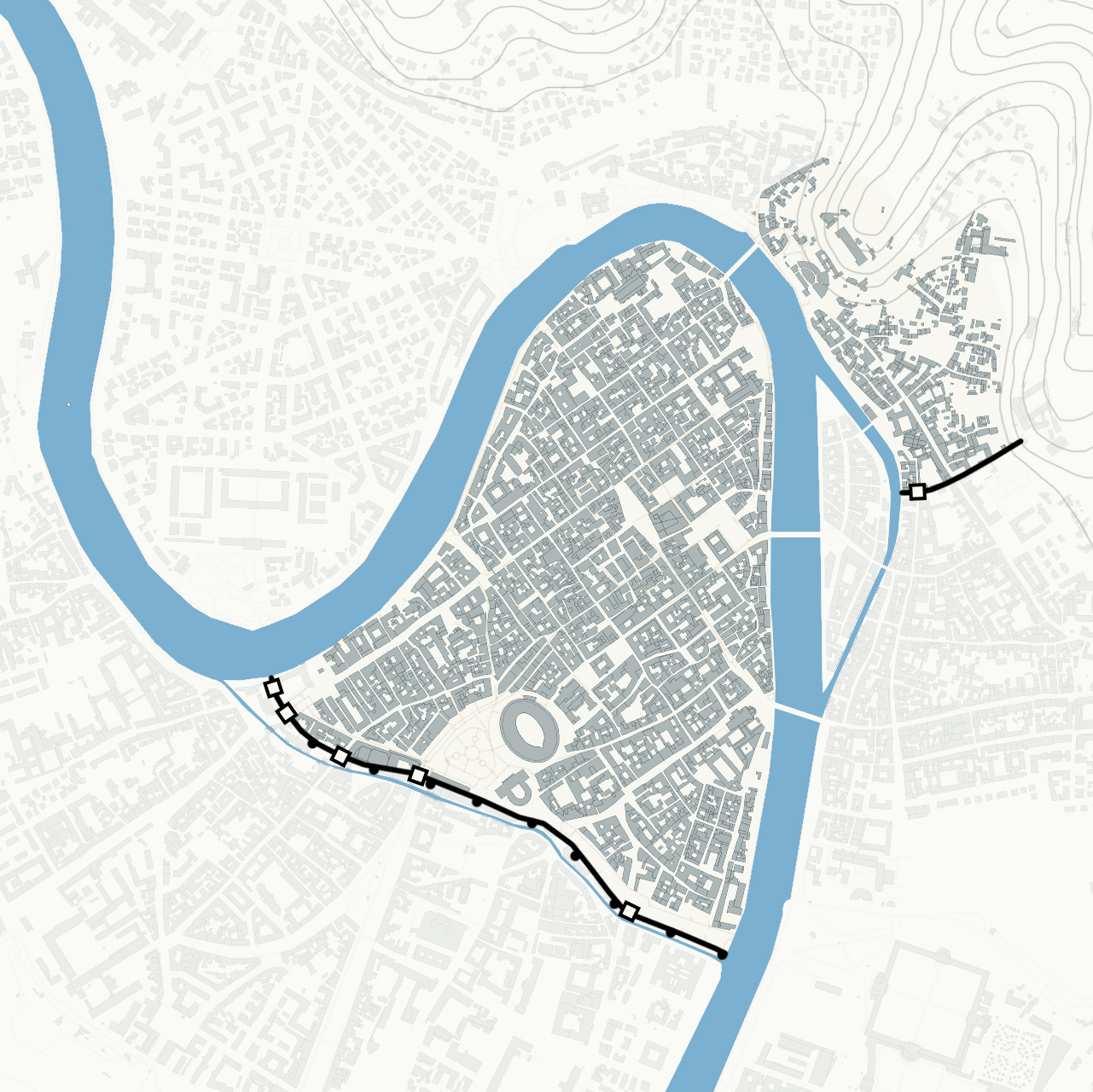
Schema delle mura di Verona in età comunale: a destra il tratto comprendente Porta Organa